# Едірне
Еді́рне, або Одрин чи Адріанополь (тур. Edirne, болг. Одрин, грец. Αδριανούπολη) — місто на північному заході Туреччини, адміністративний центр ілу Едірне. Важливий транспортний пункт біля кордону з Болгарією та Грецією, залізничний вузол сполучення Стамбул — Софія.
Тут поєднуються не тільки долини трьох річок: Мариці, Тунджі та Арди, але й шляхи, що здавна вели від південних проходів Балканського хребта до Босфору, Мармурового моря, Дарданел.

## Історія
Едірне засноване фракійцями, які називали місто Одрісом (донині ця назва збереглась за ним у болг. Одрин). Протягом 4 — середини 2 ст. до н. е. Едірне було колонією Стародавньої Македонії та носило назву Орестея. З другої половини 2 ст. до н. е. знаходилося під владою Риму.
У 125 р. н. е. місто перебудував римський імператор Адріан і назвав його на власну честь Адріанополем.
Тут 9 серпня 378 р. готи перемогли римське військо, очолюване імператором Валентом, а у 551 р. слов'яни здобули перемогу над візантійцями. В історії міста цього періоду найжорстокішою була облога аварами у 586 р.
У 922 р. місто штурмують та захоплюють болгари, а 1189 р. в Едірне вступили німецькі хрестоносці. 27 лютого 1190 р. Фрідріх I Барбаросса уклав тут договір з грецьким імператором. У період 1204—1261 років Едірне входив до складу Латинської імперії).
Султан Мурад I заволодів містом у 1361 і вже 1366-го заснував тут свою резиденцію. До 1453 року Едірне був столицею Османської імперії.
Численні російсько-турецькі війни призвели місто до цілковитого занепаду. Найбільш важкими наслідками для Едірне обернулась Російсько-турецька війна 1877—1878 рр. Безпосередньо перед війною в ньому нараховувалося до 62 000 жителів, після війни — 40 000.
Під час Першої Балканської війни в березні 1913 після тривалої облоги Едірне був захоплений болгарськими військами і за Лондонським мирним договором відійшов до Болгарії. В результаті Другої Балканської війни Османська імперія повернула місто.

## Уродженці
- Сабіха Касиматі (1912—1951) — албанська вчена-іхтіолог, перша албанка, яка отримала вищу освіту.

## Пам'ятки

### Мечеті
- Мечеть Селіміє
- Мечеть Мурадіє
- Ескі-Камі
- Уч-Шерефелі

### Будови
- Палац Едірне
- Кюлліє Баязида II
- Велика синагога Едірне
- Мости Едірне

### Інші
- Меморіальний цвинтар Балканських війн